# Cyndane
Cyndane is in de boekenserie Het Rad des Tijds, geschreven door Robert Jordan, een van de vier "nieuwe Verzakers", Verzakers die in de boekenserie door Shai'tan weer tot leven worden gewekt uit de dood.
Cyndane is een ijzige vrouw die in het wit gekleed gaat. Ze heeft een zeer sterk vermogen in de Ene Kracht en wordt door sommige andere Verzakers wel aangezien als de wedergeboren Lanfir, wat ze waarschijnlijk ook is. Cyndane haat net als Lanfir Lews Therin Telamon, die wedergeboren is als Rhand Altor, de Herrezen Draak.
"Cyndane" betekent in de Oude Spraak "laatste kans", een teken dat de Duistere (Shai'tan) haar nog maar een kans heeft gegeven haar fouten goed te maken. Net als de gefaalde Moghedien wordt Cyndane door Moridin met een Cour'sauvra, een gedachtenbeheerser, gevangengehouden zodat ze niet uit eigen beweging kan opereren tegen de andere Verzakers.